# Gigantodax igniculus
Gigantodax igniculus är en tvåvingeart som beskrevs av Coscaron och Peter Wolfgang Wygodzinsky 1962. Gigantodax igniculus ingår i släktet Gigantodax och familjen knott. Inga underarter finns listade i Catalogue of Life.